# Inge Steensland
Inge Steensland (26. november 1923 i Stavanger – 18. september 2010) var en norsk fændrik og modstandsmand under 2. verdenskrig. Han modtog Krigskorset med sverd, Norges højeste udmærkelse. Efter krigen drev han en forretning indenfor skibsfart og ejendomme.

## Liv under 2. verdenskrig
Da han var 17 år gammel kryssede han, sammen med tre andre unge mænd, Nordsøen i en motorbåd for at melde sig til tjeneste hos de norske styrker i Storbritannien. Han blev først rekrutteret til Kompani Linge, men søgte senere ind i marinen. Han tjenestegjorde som kadet på flere britiske krigsskibe under krigen. Han deltog blandt andet om bord på den britiske destroyer HMS Brissinden under invasionen af Omaha Beach i Normandiet den 6. juni 1944.
Han deltog også i Operation Polar Bear VI i slutningen af krigen. For sin indsats under krigen, og ikke mindst for sin deltagelse i denne operation, blev Steensland i statsråd i september 1946 tildelt Krigskorset med sverd.

## Liv efter krigen
Efter 2. verdenskrig fuldførte Steensland i 1946 en uddannelse på Sjøkrigsskolen. Han begyndte en karriere som forretningsmand og startede sit eget skibsmeglerfirma, Inge Steensland AS, i 1960.
Steensland blev i 2004 tildelt Kongens fortjenstmedalje i sølv. Han har givet navn til Inge Steenslands pris og til redningsskibet RS Inge Steensland i Petter C. G. Sundt-klassen.
Inge Steensland var far til Anne Merete Steensland.